# Chiropraticien
 (septembre 2015).
Le chiropraticien (/kiʁopʁatisjɛ̃/), ou chiropracteur, est un professionnel pratiquant la chiropratique.
Il n'existe pas de données suffisantes pour établir l'innocuité des manipulations chiropratiques. Elles sont fréquemment associées à des effets indésirables légers à modérés, avec des complications graves ou mortelles dans de rares cas.
Les exigences de formation en chiropraxie varient grandement selon les pays. En 2005, l'Organisation mondiale de la santé (OMS) suggérait 3 filières possible : à temps plein, un programme de conversion pour les personnes ayant reçu une autre formation en soins de santé et des programmes de formation limitée pour les régions où aucune législation ne régit la chiropratique.

## Études chiropratiques
Concernant les études chiropratiques il existe deux niveaux d'exigences :
1. les exigences légales ;
2. les exigences des organismes chiropratiques contrôlant les centres de formation[4].

### Exigences des organismes chiropratiques
Les organismes s'occupant de vérifier que les exigences en matière de formation sont conformes sont les Council on Chiropractic Education (CCE). Ils sont organisés par régions / continents.
Il existe depuis 1983 une structure d'enseignement à Paris, l'Institut Franco-Européen de Chiropratique (IFEC), possédant une antenne à Toulouse . Ces études comportent trois années d'internat clinique.
En France, le cursus comporte également un stage en dissection humaine à la faculté de médecine de Paris ainsi qu'un stage hospitalier . Un stage équivalent est réalisé au sein même de l'Université du Québec à Trois-Rivières (UQTR) pour le Québec.

### Exigences légales de formation

#### Canada
Au Québec, l'Université du Québec à Trois-Rivières (UQTR) décerne un doctorat de premier cycle en chiropratique, en cinq années d'étude après le Cégep. Le programme répond aux exigences CCE.

#### États-Unis
Les exigences légales sont celles émises par le CCE américain, soit celles énoncées au paragraphe Exigences des organismes chiropratiques.

#### France
En France les exigences de formation d'un chiropracteur ont été fixées par décret et arrêté.
La durée de la formation est ainsi de 3 520 heures minimum après le bac. Parmi ces heures, au minimum 2 120 heures de formation théorique et pratique doivent être effectuées sous la forme de cours magistraux, travaux dirigés et pratiques. La formation pratique est assurée par un minimum de 1 400 heures, sous la forme de stages.
Les exigences en contenu de la formation sont bien détaillées en annexe de l’arrêté du 20 septembre 2011. Toutefois ces exigences ont évolué dès la fin du premier semestre 2016, avec de nouveaux décrets concernant la formation à venir, dont notamment le passage de la durée de la formation à 5 005 heures minimales.

#### Suisse
En Suisse, la majorité des praticiens sont formés dans les écoles à l'étranger reconnues par la Confédération. L'IFEC, en France fait partie des écoles admises pour former des chiropraticiens pour la Suisse.
En 2008, une formation universitaire a ouvert à Zurich. Le titre de docteur en chiropratique est obtenu après un cursus de 12 semestres incluant un baccalauréat universitaire (bachelor, ou licence en France) en médecine (B Med) et un cursus master spécifique en chiropratique (M Chiro).

## Exigence légale pour la pratique

### Belgique
Un praticien enregistré est autorisé à faire de la chiropratique depuis la loi du 29 avril 1999.

### Canada
Au Québec, il est nécessaire de passer les trois parties de l'examen fédéral Canadien (Chiropractic Canadian Board) accessible à tout diplômé d'un collège accrédité CCE, puis de faire sa demande d'admission auprès de l'ordre des Chiropraticiens du Québec après avoir réussi les examens d'Admission de l'Ordre des Chiropraticiens du Québec.

### États-Unis
Aux États-Unis, les exigences sont assez similaires à ce qui se passe pour le Québec : c'est-à-dire un ensemble d'examens fédéraux obligatoires, par le National Board of Chiropractic Examiners (NBCE), et un examen au niveau de chaque État.

### France
En France, l'activité de chiropracteur a été légalisée par la loi Kouchner de mars 2002 (art. 75). Le décret d'application a été signé en janvier 2011 (Décret no 2011-32 du 7 janvier 2011 relatif aux actes et aux conditions d’exercice de la chiropratique). Les exigences pour la pratique sont de faire enregistrer son diplôme ou son équivalence de titre auprès de l'Agence Régionale de Santé afin de pouvoir disposer d'un numéro ADELI pour pouvoir avoir le titre de chiropracteur et réaliser les actes autorisés par ce titre.

### Suisse
En Suisse, il est nécessaire de passer un examen fédéral après l'obtention du diplôme afin d'exercer la profession de chiropraticien.

### Australie
En Australie, un chiropraticien formé à l'étranger doit se soumettre aux exigences du CCEA afin de pouvoir pratiquer la chiropratique légalement. Les chiropraticiens formées en Australie n'ont quant à eux pas à passer au travers de ce processus pour obtenir le droit d'exercice. L'adhésion à l'Ordre (Registration Board) est obligatoire pour tous les chiropraticiens.

## Prise en charge des soins

### Belgique
Certaines mutuelles de santé complémentaires acceptent une prise en charge partielle des traitements prodigués, selon leurs conditions contractuelles préalablement établies.

### Canada
Au Québec, la Régie de l’assurance maladie du Québec ne couvre pas les soins chiropratiques. Toutefois, la majorité des compagnies d’assurance rembourse une partie de ces frais.

### France
En France, les actes accomplis par les chiropraticiens ne sont pas conventionnés par l’Assurance maladie, et à ce titre, ne sont donc pas remboursés par la Sécurité sociale. L’intégralité des frais de consultations et de soins sont à la charge du patient. Cependant, certaines mutuelles de santé complémentaires acceptent une prise en charge partielle des traitements prodigués, selon leurs conditions contractuelles préalablement établies. Les honoraires sont totalement libres et variables selon les praticiens : de 35 à 70 euros par séance en moyenne (rarement à plus de 100 euros) selon la notoriété du praticien, la nature de l’acte accompli, et le nombre de séances de soins envisagées.

### Suisse
Les soins chiropratiques sont pris en charge par les assurances maladie, accident, militaire et invalidité obligatoires en Suisse, sans prescription médicale préalable.

## Divers
On utilise parfois en France le terme anglo-américain chiropractor. Le terme retenu par la loi française et l'Académie Française est « chiropracteur ».
La racine linguistique des termes est grecque (keiros = main et praxis = agir ou praktikos = pratique, professionnel).
Le terme chiropraticien est aussi utilisé dans les pays francophones,.